# Женски камерни хор Бањалучанке
Женски камерни хор Бањалучанке је један од најстаријих хорова на подручју Републике Српске, Босне и Херцеговине са сједиштем у Бањалуци. То је један од најпознатијих домаћих хорова који су својим учешћем запажени у свијету, и много пута одликовани свијетским титулама и признањима. Својим радом у области културе код нас, данас су значајан фактор, и културни бренд који Републику Српску чине препознатљивим у области хорске музике.

## Историја
Женски камерни хор „Бањалучанке” је основан 1977. године на иницијатицу музичког педагога Анте Шашића. Током дужег постојања и рада овог хора, жанровски, у репертоару се може наћи различитите композиције, како домаће, тако и стране. Поред стандарног репертоара изводи се и обраде филмске музике.
Анте Шашић предводи хор све до 1994. године, када у периоду од 1994. до 2004. године хор предводе професори Александар Остојић и Бранислав Ђаковић. Од краја 2004. године хор преузима професор Младен Матовић, који у свом досадашњем раду, репертоарски, доноси значајне промјене.
Значајан период за овај хор је био период наступања у оквиру Удружења умјетника „Арт плус”. Наиме, наступајући у периоду од 2008. до 2014. године освојили су низ такмичења и добили најзначајнија признања у досадашњем раду, наступајући широм Европе, у Шпанији, Њемачкој, Мађарској, Кини, Италији, и другим европским земљама. Такође, у том периоду су прешли границе Европе, па су тако и учествовали и у САД.
Такође је значајна информација да је хор уврштен у листу 50 најбољих камерних хорова свијета Свјетске хорске асоцијације MUSICA MUNDI -INTERKULTUR, као и то да је ово најбоље рангирани камерни хор у југоисточној Европи.

## Награде и признања
Међу признањима и наградама посебно се издвавају награде, од којих су већина златне медаље. То су:
| Година | Такмичење                                                                      | Мјесто               | Медаља            |
| ------ | ------------------------------------------------------------------------------ | -------------------- | ----------------- |
| 2009.  | Међународно хорско такмичење „Антон Брукнер 2009” („Anton Bruckner 2009”)      | Линц, Аустрија       | Златна            |
| 2010.  | Свјетска хорска Олимпијада                                                     | Шаосинг, Кина        | Сребро            |
| 2011.  | Међународно хорско такмичење „Venezia in Musica 2011”                          | Венеција, Италија    | Златна медаља     |
| 2011.  | Међународно хорско такмичење „Маlta Choir Competition 2011”                    | Валета, Малта        | Златна            |
| 2012.  | Свјетска хорска олимпијада 2012                                                | Синсинати, САД       | Сребро (2 медаље) |
| 2013.  | Међународно хорско такмичење „Budapest Choir Competition 2013”                 | Будимпешта, Мађарска | Златна            |
|        | Међународно хорско такмичење „Johannes Brahms”                                 | Вернигероде, Њемачка | Сребро            |
|        | Међународно хорско такмичење „Cant al Mar”                                     | Барселона, Шпанија   | Златна            |
| 2014.  | Свјетска хорска Олимпијада 2014                                                | Рига, Летонија       | Златна            |
| 2015.  | Европско хорско првенство 2015                                                 | Магдебург, Њемачка   | Златна            |
|        | Априлска нагрда Града Бањалука                                                 |                      |                   |
| 2016.  | Свјетска хорска Олимпијада 2016                                                | Сочи, Русија         | Златна            |
| 2017.  | Интернационално хорско такмичење „Kalamata Intrantional Chir Competition 2017” | Каламата, Грчка      | Златна            |